# منصة (جيولوجيا)
| درع منصة تكون الجبال حوض إقليم ناري كبير قشرة ممددة | قشرة محيطية: 0–20 مليون 20–65 مليون >65 مليون |

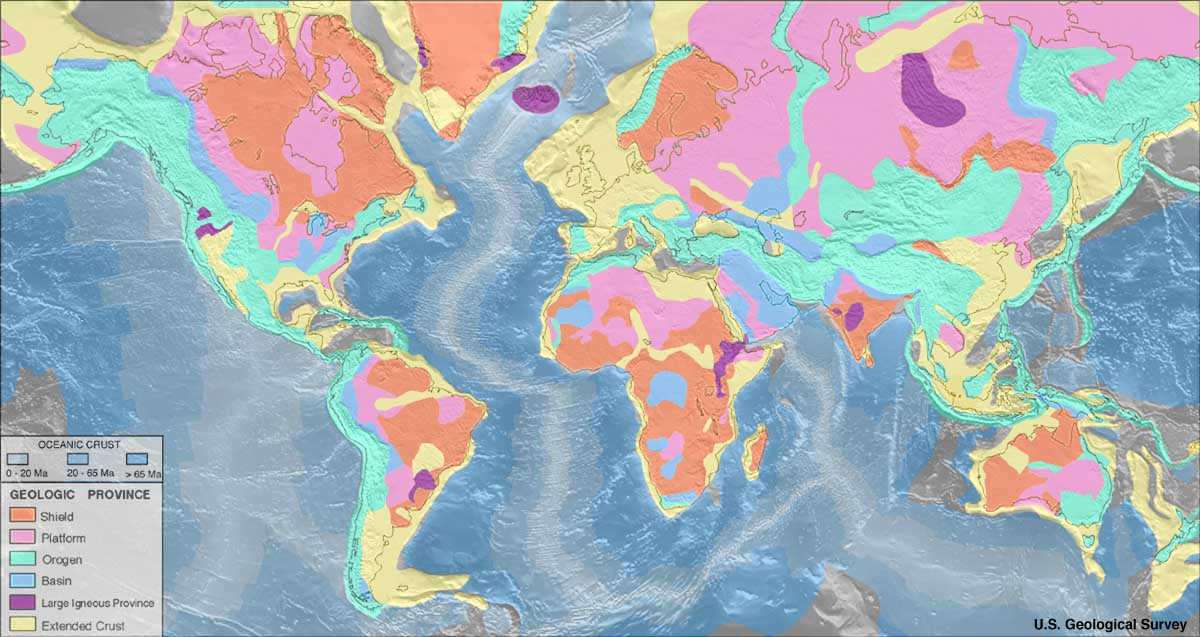
الأقاليم الجيولوجية في العالم (USGS)
درع
منصة
تكون الجبال
حوض
إقليم ناري كبير
قشرة ممددة
قشرة محيطية:
0–20 مليون
20–65 مليون
>65 مليون

المنصة في الجيولوجيا هي عبارة عن منطقة قارية مغطاة بطبقات مسطحة أو مائلة نسبيًا، خاصة الطبقات الرسوبية، التي تغطي القاعدة من الصخور البركانية المتماسكة أو الصخور المتحولة بسبب لتشوه سابق. تشكل الدروع وصخور القاعدة معا الكراتون. يمكن تصنيف رواسب المنصة إلى المجموعات التالية: «منصة أولية» للرواسب المتحولة في القاع، و«شبه منصة» للرواسب المشوهة قليلاً، و«منصة الأمامية»، و«منصة السوية» في الأعلى.
من بين الأمثلة على «شبه منصة» رواسب جوتناين من حقبة الطلائع الوسطى في منطقة البلطيق. أما صخور ما بعد العصر الأوردوفيشي من منصة أمريكا الجنوبية هي أمثلة على منصة السوية.